# Galemandssange
Galemandssange is een compositie vande Noor Christian Sinding. Het werk bestaat uit vijf liederen met dan wel toonzettingen van vijf gedichten van Vilhelm Krag. Sinding koos voor zijn werk sombere gedichten van Krag, waarschijnlijk daartoe gedreven door persoonlijke ellende. Een relatie die wel tot een verloving leidde, maar niet tot een huwelijk strandde en Sinding stond op het punt opgenomen te worden. De liederen werden later in Leipzig uitgegeven onder hun Duitse en Engelse titels Totenlieder/Tolles Lieder en Songs of the dead. 'Galemand' betekent krankzinnige.
De Deense titels luidde (met daarachter de Duitse en Engelse):
- Jeg havde begravet min elskov (Letzte Gruss/Love beyond the grave) in andante
- Jeg går og leder (Ich suche, suche/I search and search) eveneens in andante
- Majnat (Mainacht/ May night) in andantino
- Host på heien (Herbststimmung/ Autumn on the heath) in andante
- Nytårsnat (Sylvesternacht/New year’s eve)  met aanduiding lugubre